# 재구성 가능 안테나

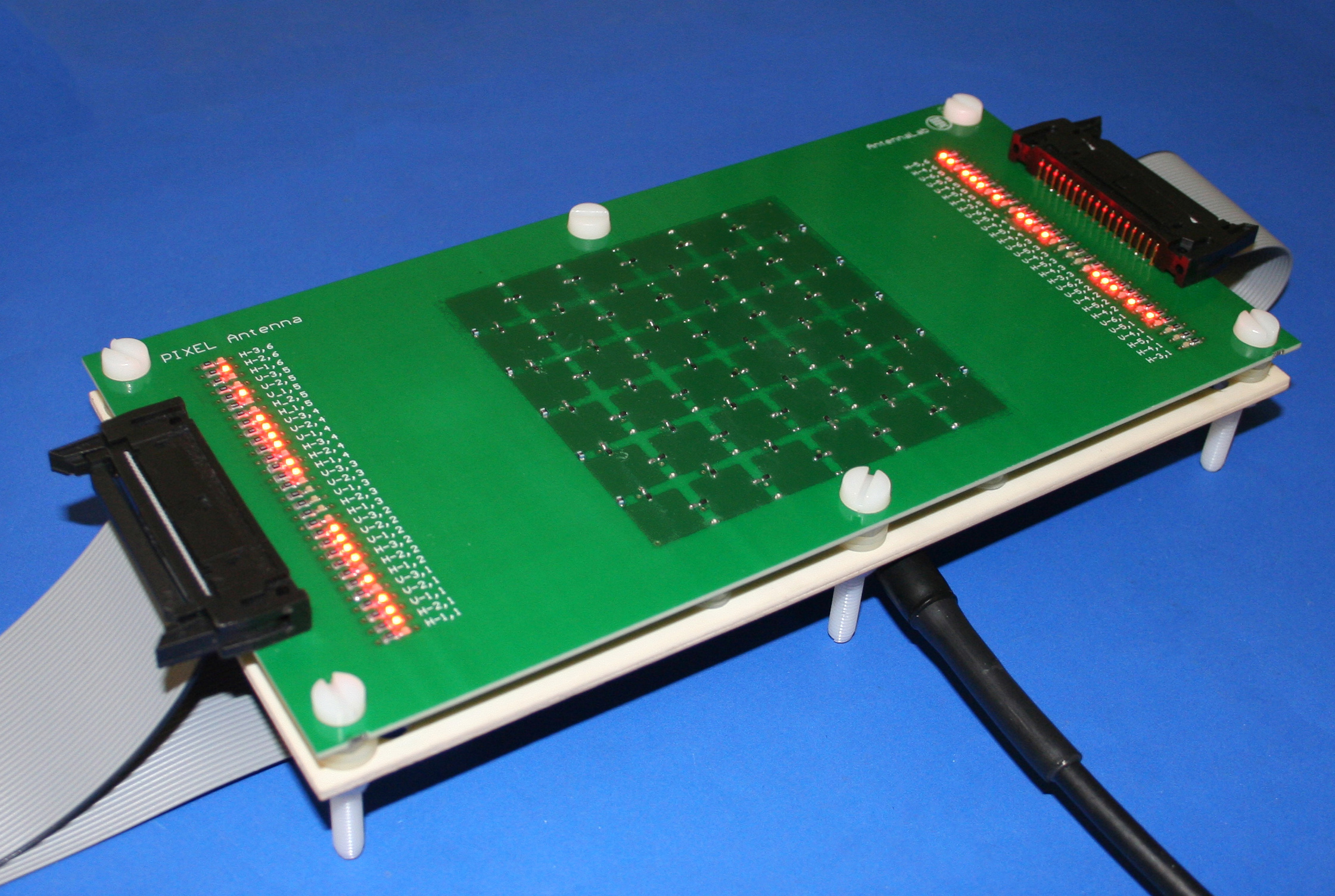
동작 주파수, 방사 패턴, 편파(polarization)를 동적으로 재구성할 수 있는 픽셀 구조를 사용하는 재구성 가능 안테나.

재구성 가능 안테나(reconfigurable antenna)는 통제되고 되돌릴 수 있는 방식으로 주파수, 방사 속성을 동적으로 수정할 수 있는 안테나이다. 동적 응답을 제공하기 위해 재구성 가능한 안테나들은 RF 전류를 안테나 표면으로 의도적으로 재분산시키는 내부 매커니즘(예: RF 스위치, 버랙터, 기계식 액추에이터, 조정 가능한 물질)을 연동하며 속성을 되돌릴 수 있다. 재구성 가능 안테나는 스마트 안테나와는 구별되는데, 재구성 매커니즘이 외부 빔포밍망이 아닌 안테나 안쪽에 위치해 있기 때문이다. 재구성 안테나의 재구성 기능은 변화하는 운용 요건을 충족하시키거나 시나리오를 변경할 때 안테나 성능을 극대화하기 위해 사용된다.

## 안테나 재구성 유형
재구성 가능 안테나는 동적으로 수정되는 안테나 파라미터(일반적으로 동작주파수, 방사 패턴, 편파)에 따라 분류할 수 있다.

## 같이 보기
- 안테나
- RF MEMS
- 스마트 안테나